# Polybothris geayi
Polybothris geayi es una especie de escarabajo del género Polybothris, familia Buprestidae. Fue descrita científicamente por Théry en 1926.
Las imágenes de la ficha corresponden a la subespecie Polybothris geayi lesnei.

## Distribución geográfica
Habita en Madagascar.